# Capitoli di Haikyu!!

Copertina del primo volume dell'edizione italiana, raffigurante i protagonisti Shōyō (destra) e Tobio (sinistra)

Questa è la lista dei capitoli di Haikyu!!, manga di Haruichi Furudate serializzato dalla Shūeisha sulla rivista settimanale Weekly Shōnen Jump dal numero del 20 febbraio 2012 a quello del 20 luglio 2020.
In Italia è stato pubblicato da Star Comics dal 27 novembre 2014 al 21 luglio 2021.

## Volumi 1-10
| Nº | Titolo italiano Giapponese 「Kanji」 - Rōmaji - Traduzione letterale | Data di prima pubblicazione           | Data di prima pubblicazione             |
| Nº | Titolo italiano Giapponese 「Kanji」 - Rōmaji - Traduzione letterale | Giapponese                            | Italiano                                |
| 1  | - 「日向と影山」 - Hinata to Kageyama – "Hinata e Kageyama" | 4 giugno 2012 ISBN 978-4-08-870453-1  | 27 novembre 2014 ISBN 978-88-6920-160-8 |
| 1  | Capitoli - 1. La fine e l'inizio (終わりと始まり?, Owari to hajimari) - 2. Il club di Volley del Liceo Karasuno (烏野高校排球部?, Karasuno kōkō haikyū bu) - 3. Scemotti (単細胞生物?, Tansaibō-seibutsu) - 4. L'alleato più forte (最強の味方?, Saikyō no mikata) - 5. Il re del campo (コート上の王様?, Kōto-jō no ōsama) - 6. Una vecchia storia (中学のハナシ?, Chūgaku no hanashi) - 7. Le parole di "colui che non ha nulla" (“持たざる物”のことば?, "Motazarumono" no kotoba) |                                       |                                         |
| 2  | La vista della cima 「頂の景色」 - Itadaki no keshiki | 3 agosto 2012 ISBN 978-4-08-870482-1  | 24 dicembre 2014 ISBN 978-88-6920-219-3 |
| 2  | Capitoli - 8. La vista dalla cima (頂の景色?, Itadaki no keshiki) - 9. La nascita di un duo (コンビ誕生。?, Konbi tanjō.) - 10. La tensione del debuttante (小心者の緊張?, Shōshin-sha no kinchō) - 11. “Ritrovarsi” e “La grande disfatta” (“再会”と“大失敗”?, "Saikai" to "dai shippai") - 12. Modalità normale (通常運転?, Tsūjō unten) - 13. Una squadra interessante (“面白いチーム”?, “Omoshiroi Chīmu”) - 14. Scontro con il “Grande Re” (VS“大王様”?, VS “Daiō-sama”) - 15. Reazione Chimica (化学変化?, Kagaku henka) - 16. Un altro genio (もう１人の天才?, Mō 1-ri no tensai) - Extra L'incubo del senpai Tanaka (田中せんぱいの悪夢?, Tanaka-senpai no akumu)                                                                                                   |                                       |                                         |
| 3  | Team Karasuno, Avanti! 「チーム烏野、始動」 - Chīmu Karasuno, shidō | 4 ottobre 2012 ISBN 978-4-08-870521-7 | 25 febbraio 2015 ISBN 978-88-6920-278-0 |
| 3  | Capitoli - 17. Tempesta (嵐?, Arashi) - 18. Colui che chiamano “asso” (“エース”と呼ばれるひと?, “Ēsu” to yobareru hito) - 19. Veri sentimenti (本音?, Honne) - 20. “La divinità protettrice” (“守護神”?, "Shugoshin") - 21. L'alzata all'asso (エースへのトス?, Ēsu e no tosu) - 22. Ammirazione (憧れ?, Akogare) - 23. Lo stesso punteggio (同じ１点?, Onaji itten) - 24. Team Karasuno, avanti! (チーム烏野、始動?, Chīmu Karasuno, shidō) - 25. Scontro (遭遇?, Sōgū) - Manga bonus del capitolo 24 Dietro le quinte delle t-shirt (Tシャツ裏事情?, Tīshatsu ura jijō) |                                       |                                         |
| 4  | Rivale 「ライバル」 - Raibaru | 4 gennaio 2013 ISBN 978-4-08-870555-2 | 22 aprile 2015 ISBN 978-88-6920-351-0   |
| 4  | Capitoli - 26. Decisione (決断?, Ketsudan) - 27. I gatti e i corvi si incontrano nuovamente (ネコとカラスの再会?, Neko to Karasu no saikai) - 28. Il “demone” e la “mazza” (“鬼”と“金棒”?, “Oni” to “kanabō”) - 29. “Cervello” (“脳”?, “Nō”) - 30. L'arte di volare (飛びかた?, Tobikata) - 31. Rivale (ライバル?, Raibaru) - 32. Gatti adulti contro corvi appena nati (大人ネコと雛カラス?, Otona neko to hina Karasu) - 33. “Connettersi” alla palla (“繋ぐ”ということ?, "Tsunagu" to iu koto) - 34. La promessa per una nuova rivincita (再戦を誓って?, Saisen o chikatte) - Manga Bonus Il racconto della testa a budino (『プリンヘッド物語』?, “Purin Heddo monogatari”)                                                                                             |                                       |                                         |
| 5  | - 「インターハイ突入!」 - Intāhai totsunyū! – "Corsa interscolastica!" | 4 marzo 2013 ISBN 978-4-08-870631-3   | 24 giugno 2015 ISBN 978-88-6920-402-9   |
| 5  | Capitoli - 35. Dei terribili avversari (強敵たち?, Kyōteki-tachi) - 36. Preparativi per il decollo (飛行準備?, Hikō junbi) - 37. All'attacco (突入?, Totsunyū) - 38. Riscaldamento (ウォームアップ?, Uōmuappu) - 39. Rinascita (復活?, Fukkatsu) - 40. Vincitori e vinti (勝者と敗者?, Shōsha to haisha) - 41. Verso il secondo turno (２回戦突入?, 2-kaisen totsunyū) - 42. Il muro d'acciaio (鉄壁?, Teppeki) - 43. Il ritorno della “strana veloce” (“変人速攻”解禁?, “Henjin sokkō” kaikin) - 44. “L'esca più forte” (“最強の囮”?, “Saikyō no otori”) |                                       |                                         |
| 6  | Sfida tra alzatori 「ザ・セッター対決」 - Za Settā taiketsu | 2 maggio 2013 ISBN 978-4-08-870666-5  | 26 agosto 2015 ISBN 978-88-6920-482-1   |
| 6  | Capitoli - 45. Dietro la “luce” (“光”の裏側?, "Hikari" no uragawa) - 46. Proteggere le spalle ("エース"?, "Ēsu") - 47. L'asso e gli eroi (エースとヒーロー?, Ēsu to Hīrō) - 48. “Il direttore d'orchestra” (“指揮者”?, "Shikisha") - 49. Scontro con il “Grande Re” (2) (VS “大王様”・2?, VS “Daiō-sama” 2) - 50. Sfida tra alzatori (ザ・セッター対決?, Za Settā taiketsu) - 51. Il talento di coloro che vengono chiamati “campioni” (“強豪”と呼ばれる実力?, “Kyōgō” to yobareru jitsuryoku) - 52. Le qualità di un asso (エースの資質?, Ēsu no shishitsu) - 53. Oikawa non è un genio (及川徹は天才ではない?, Oikawa Tōru wa tensaide wanai) - Bonus (鉄壁は何度でも築かれる?, Teppeki wa nandodemo kizukareru, lett. "Il muro di ferro si alzerà e si rialzerà ancora") |                                       |                                         |
| 7  | Evoluzione 「進化」 - Shinka | 2 agosto 2013 ISBN 978-4-08-870786-0  | 22 ottobre 2015 ISBN 978-88-6920-582-8  |
| 7  | Capitoli - 54. La forza dei “senpai” (“先輩”の実力?, “Senpai” no jitsuryoku) - 55. Il “mio meglio” e il “tuo meglio” (“俺のベスト”と“お前のベスト”?, “Ore no Besuto” to “omae no Besuto”) - 56. Difesa d'elitè (少数精鋭?, Shōsū seiei) - 57. “Break” (“ブレイク”?, “Bureiku”) - 58. Modalità Normale (2) (通常運転・２?, Tsūjō unten 2) - 59. “Comunicazione diretta” (“真っ向コミュニケーション“?, “Makkō Komyunikēshon“) - 60. Evoluzione (進化?, Shinka) - 61. La forza della squadra e la piccola bestia (チームの地力と小さなケモノ?, Chīmu no jiriki to chīsana kemono) - 62. A tutto campo (コートの横幅めいっぱい?, Kōto no yokohaba-me-ippai) |                                       |                                         |
| 8  | La fine del re solitario 「脱・“孤独の王様”」 - Datsu “kodoku no ōsama” | 4 ottobre 2013 ISBN 978-4-08-870820-1 | 23 dicembre 2015 ISBN 978-88-6920-611-5 |
| 8  | Capitoli - 63. Una palla per ribaltare la situazione (流れを変える１本?, Nagare o kaeru 1-pon) - 64. Una palla per ribaltare la situazione (2) (流れを変える１本・２?, Nagare o kaeru 1-pon 2) - 65. Alle spalle (背中?, Senaka) - 66. Ancora una volta (”もう１回”?, Mou ikkai) - 67. Un sorriso (笑顔?, Egao) - 68. La fine del re solitario (脱・“孤独の王様”?, Datsu “kodoku no ōsama”) - 69. Gli sconfitti (敗者?, Haisha) - 70. Il terzo giorno (“３日目”?, “3-nichi-me”) - 71. Rimpianti e obiettivo (後悔と目標?, Kōkai to mokuhyō) - Extra (教えて！縁下先輩！?, Oshiete! Enshita senpai!, lett. "Per favore insegnami! Ennoshita Senpai!") - Extra (３組の影山君?, 3-kumi no Kageyama-kun, lett. "Kageyama-kun della classe 1-3")                                 |                                       |                                         |
| 9  | "Desiderio" 「「欲」」 - [Yoku] | 4 gennaio 2014 ISBN 978-4-08-870852-2 | 24 febbraio 2016 ISBN 978-88-6920-704-4 |
| 9  | Capitoli - 72. Let's go to Tokyo! (レッツゴートーキョー！！?, Rettsu gō Tōkyō!!) - 73. La strada verso la trasferta a Tokyo (東京遠征への道?, Tōkyō ensei e no michi) - 74. Un bagno di sole (直射日光?, Chokusha nikkō) - 75. “La ragazza del villaggio B” (村人Bー?, Murabito Bｰ) - 76. Creator (クリエイター?, Kurieitā) - 77. Scontro con il sovrano (王者と対峙?, Ōsha to taiji) - 78. Let's go to Tokyo! Il momento cruciale (レッツゴートーキョー！！本番！！?, Rettsu gō Tōkyō!! Honban!!) - 79. L'asso centrale (”センターエース”?, ”Sentāēsu”) - 80. "Desiderio" (「欲」?, [Yoku]) |                                       |                                         |
| 10 | Spunta la luna 「月の出」 - Tsuki no de | 4 aprile 2014 ISBN 978-4-08-880043-1  | 20 aprile 2016 ISBN 978-88-6920-893-5   |
| 10 | Capitoli - 81. Crescita (伸びしろ?, Nobi shiro) - 82. Rottura (決裂?, Ketsuretsu) - 83. “Tempi” (”テンポ”?, ”Tenpo”) - 84. Evolversi al proprio ritmo (それぞれの進化?, Sorezore no shinka) - 85. Onnivori (雑食?, Zasshoku) - 86. Spunta la luna (月の出?, Tsuki no de) - 87. La fierezza di un asso (エースの意地?, Ēsu no iji) - 88. Eroe delle illusioni (幻覚ヒーロー?, Genkaku Hīrō) - 89. Ragione (理由?, Riyū) - Extra (女子マネージャー?, Joshi Manējā, lett. "Manager donna") |                                       |                                         |

## Volumi 11-20
| Nº | Titolo italiano Giapponese 「Kanji」 - Rōmaji | Data di prima pubblicazione             | Data di prima pubblicazione             |
| Nº | Titolo italiano Giapponese 「Kanji」 - Rōmaji | Giapponese                              | Italiano                                |
| 11 | “In alto” 「”上”」 - "Ue" | 4 giugno 2014 ISBN 978-4-08-880071-4    | 22 giugno 2016 ISBN 978-88-226-0059-2   |
| 11 | Capitoli - 90. Si ricomincia (再起動?, Saikidō) - 91. Contro “un ombrello” (VS”傘”?, VS ”kasa”) - 92. Movimento e quiete (動と静?, Dō to sei) - 93. Ingranaggi (歯車?, Haguruma) - 94. Istinto da leader (無意識の先導?, Muishiki no sendō) - 95. Essere un “asso” (「エース」のカタチ?, [Ēsu] no katachi) - 96. La squadra tinta di nero (黒のチーム?, Kuro no Chīmu) - 97. “In alto” (”上”?, "Ue") - 98. Conversazione (会話?, Kaiwa) |                                         |                                         |
| 12 | Si comincia a giocare! 「試合開始!!」 - Shiai kaishi!! | 4 agosto 2014 ISBN 978-4-08-880153-7    | 24 agosto 2016 ISBN 978-88-226-0213-8   |
| 12 | Capitoli - 99. Si comincia a giocare! (試合開始!!?, Shiai kaishi!!) - 100. Ridicolo (ガッコ?, Gakko) - 101. Rimpianti che aiutano a muoversi (後悔と原動力?, Kōkai to gendōryoku) - 102. Semplice e autentica forza (シンプルで純粋な力?, Shinpurude junsuina chikara) - 103. Battaglia a terra (地上戦?, Chijō-Sen) - 104. Pulcino (幼鳥?, Yōchō) - 105. La stessa arena (同じ土俵?, Onaji dohyō) - 106. A ognuno il proprio muro (それぞれの壁?, Sorezore no kabe) - 107. In piena crescita (育ち盛り?, Sodachi-zakari) - Extra (ノヤッさんはこんなにカッコイイのになぜモテないのか。?, Noyassan wa kon'nani kakkoī noni nazemote nai noka?, lett. "Perché Noya-san è così figo, ma non è ancora popolare tra le ragazze?")          |                                         |                                         |
| 13 | Il posto dove divertirsi 「アソビバ」 - Asobiba | 3 ottobre 2014 ISBN 978-4-08-880193-3   | 26 ottobre 2016 ISBN 978-88-226-0341-8  |
| 13 | Capitoli - 108. Riunione (集結?, Shūketsu) - 109. Inizio delle ostilità (開戦?, Kaisen) - 110. Quella forza per essere liberi (自由の為の力?, Jiyū no tame no chikara) - 111. Mancanza d'esperienza (未熟?, Mijuku) - 112. Il posto dove divertirsi (アソビバ?, Asobiba) - 113. Il posto dove divertirsi (2) (アソビバ2?, Asobiba 2) - 114. Il posto dove divertirsi (3) (アソビバ3?, Asobiba 3) - 115. E poi... (次へ?, Tsugi e) - 116. Contro il Liceo Wakutani Minami (Vs. 和久谷南高校?, Vs. Wakutani Minami kōkō) - 117. Un duello tra due piccoli giganti (小さな巨人戦の途中ですが?, Chīsana kyojin-sen no tochū desu ga) |                                         |                                         |
| 14 | La battaglia degli smidollati 「根性無しの戦い」 - Konjō-nashi no tatakai | 27 dicembre 2014 ISBN 978-4-08-880275-6 | 23 novembre 2016 ISBN 978-88-226-0381-4 |
| 14 | Capitoli - 118. La sostituzione del "pilastro" (土台代理?, Dodai dairi) - 119. La battaglia degli smidollati (根性無しの戦い?, Konjō-nashi no tatakai) - 120. La battaglia degli smidollati (2) (根性無しの戦い2?, Konjō-nashi no tatakai 2) - 121. La ripresa delle ostilità del piccolo gigante (小さな巨人戦再開?, Chīsana kyojin-sen saikai) - 122. Sfida (挑戦?, Chōsen) - 123. Un'altra ammirazione (もう一つの憧れ?, Mōhitotsu no akogare) - 124. L'ultima fase del match (終盤戦?, Shūban-sen) - 125. Gli sconfitti (敗北者達?, Haiboku-sha-tachi) - NISEKYU!! (ニセキュー!!?, Nisekyū!!) - Extra Vobaka, verso la vetta! (バボカ！！最強への道！！?, Baboka!! Saikyō e no michi!!)                                            |                                         |                                         |
| 15 | Il distruttore 「壊し屋」 - Kowashiya | 4 marzo 2015 ISBN 978-4-08-880316-6     | 25 gennaio 2017 ISBN 978-88-226-0461-3  |
| 15 | Capitoli - 126. Il "terzo" (“３枚目”?, “3-mai-me”) - 127. Il neonato d'oro (金の赤子?, Kin no akago) - 128. Un muro d'acciaio che si può sempre ricostruire (鉄壁は何度でも築かれる?, Teppeki wa nando demo kizukareru) - 129. La rinascita del Karasuno (新生・烏野?, Shinsei Karasuno) - 130. Spazzato via (払拭?, Fusshoku) - 131. Gli ingranaggi dell'Aobajosai (青葉城西の歯車?, Aoba jōsai no haguruma) - 132. Il distruttore (壊し屋?, Kowashiya) - 133. Sfida tra alzatori (Round 2) (セッター対決?, Round 2 settā taiketsu round 2) - 134. L'uomo come l'altro (話お互様?, Hanashi o tagai-sama) - 135. Lento in partenza (スロースターター?, Surōsutātā) - Extra (縁下監督?, Ennoshita kantoku, lett. "Direttore Ennoshita") |                                         |                                         |
| 16 | La battaglia di chi non aveva carattere 「元・根性無しの戦い」 - Moto konjō-nashi no tatakai | 1º maggio 2015 ISBN 978-4-08-880353-1   | 22 febbraio 2017 ISBN 978-88-226-0485-9 |
| 16 | Capitoli - 136. Una palla per ribaltare la situazione (3) (流れを変える一本・３?, Nagare o kaeru ippon 3) - 137. La battaglia di chi non aveva carattere (元・根性無しの戦い?, Moto konjō-nashi no tatakai) - 138. L'attacco definitivo chiamato "servizio" (サーブという究極の攻撃?, Sābu to iu kyūkyoku no kōgeki) - 139. Arcinemici (宿敵?, Shukuteki) - 140. Compagni (輩?, Yakara) - 141. "Squadra" (“チーム”?, “Chīmu”) - 142. La forza pura (強さのかたち?, Tsuyosa no katachi) - 143. Luce (灯?, Akari) - 144. Modalità "estrema" (極限スイッチ?, Kyokugen suitchi) - Extra (おいかわハンガー?, Oikawa Hangā, lett. "Oikawa Hanger")                                                                                           |                                         |                                         |
| 17 | Talento e senso di gioco 「才能とセンス」 - Sainō to Sensu | 4 agosto 2015 ISBN 978-4-08-880447-7    | 22 marzo 2017 ISBN 978-88-226-0535-1    |
| 17 | Capitoli - 145. Modalità "estrema" (2) (極限スイッチ2?, Kyokugen suitchi 2) - 146. Talento e senso di gioco (才能とセンス?, Sainō to Sensu) - 147. Testa a testa (真っ向勝負?, Makkō shōbu) - 148. Dichiarazione di guerra (宣戦布告?, Sensen fukoku) - 149. Un incontro travolgente (出会いの化学変化?, Deai no kagaku henka) - 150. Saluti (ごあいさつ?, Go aisatsu) - 151. Finalisti debuttanti (決勝初心者?, Kesshō shoshinsha) - 152. La minaccia "mancina" (“左”の脅威?, “Hidari” no kyōi) - 153. Al terzo colpo (３本目?, 3-pon-me) - Extra (戦いは終わらない?, Tatakai wa owaranai, lett. "La battaglia non finisce mai") |                                         |                                         |
| 18 | Speranza 「幾望」 - Kibō | 3 ottobre 2015 ISBN 978-4-08-880484-2   | 28 giugno 2017 ISBN 978-88-226-0608-2   |
| 18 | Capitoli - 154. Baruffa (殴り合い?, Naguriai) - 155. In marcia verso il "boss finale" (“ラスボス”への道?, "Rasu Bosu" e no michi) - 156. GUESS MONSTER (Guess·Monster?, Gesu Monsutā) - 157. Ragione e forza (理性と力?, Risei to chikara) - 158. Rinforzi (助太刀?, Sukedachi) - 159. Parte di un insieme (一環?, Ikkan) - 160. Vigile ostilità (眈眈?, Tantan) - 161. Scossa (刺激?, Shigeki) - 162. Prima della luna piena (幾望?, Kibō) - Extra (?, きらめきツッキー, Kirameki Tsukkī) |                                         |                                         |
| 19 | La ruota gira 「月の輪」 - Tsuki no wa | 4 dicembre 2015 ISBN 978-4-08-880484-2  | 26 luglio 2017 ISBN 978-88-226-0650-1   |
| 19 | Capitoli - 163. La ruota gira (月の輪?, Tsuki no wa) - 164. Solo un punto (たかが１点?, Takaga 1-ten) - 165. Coerenza (一貫?, Ikkan) - 166. La divinità protettrice e il chiaro di luna (守護神と月明かり?, Shugoshin to tsukiakari) - 167. Individualità VS. collettivo (個VS数?, Ko vs. kazu) - 168. Not a miracle (Notミラクル?, Not Mirakuru) - 169. Ali artificiali (義翼?, Giyoku) - 170. Identity (アイデンティティ?, Aidentiti) - 171. Tutti odiano perdere (どいつもこいつも負けずぎらい?, Doitsu mo koitsu mo makezugirai) - Risultati del GP degli slogan dei licei! (高校キャッチフレーズGP結果発表!!?, Kōkō Kyacchifurēzu Guranpuri kekka happyō!!) - Extra ("ど忘れした"?, "Do wasure shita", lett. "Ho dimenticato")    |                                         |                                         |
| 20 | Tenacia 「こだわり」 - Kodawari | 4 marzo 2016 ISBN 978-4-08-880626-6     | 23 agosto 2017 ISBN 978-88-226-0677-8   |
| 20 | Capitoli - 172. Gara di resistenza (スタミナ勝負?, Sutamina shōbu) - 173. Sull'orlo del baratro (断崖絶壁?, Dangaizeppeki) - 174. Uno scontro di millisecondi (0.数秒の戦い?, Zero komma sūbyō no tatakai) - 175. Un pizzico di novità (常に新しく?, Tsune ni atarashiku) - 176. Freschezza (新鮮?, Shinsen) - 177. Un muro irritante (不快な壁?, Fukai na kabe) - 178. Tenacia (こだわり?, Kodawari) - 179. Un tipo fastidioso (嫌な男?, Iya na otoko) - 180. Tenacia (2) (こだわり・2?, Kodawari・2) - Extra (必殺技?, Hissatsu waza, lett. "Colpo mortale") - Extra 2 (昼休みの戦?, Hiruyasumi no sen, lett. "Pausa pranzo") |                                         |                                         |

## Volumi 21-30
| Nº | Titolo italiano Giapponese 「Kanji」 - Rōmaji | Data di prima pubblicazione            | Data di prima pubblicazione             |
| Nº | Titolo italiano Giapponese 「Kanji」 - Rōmaji | Giapponese                             | Italiano                                |
| 21 | Guerra di strategie 「コンセプトの戦い」 - Konseputo no tatakai | 2 maggio 2016 ISBN 978-4-08-908263-8   | 25 ottobre 2017 ISBN 978-88-226-0747-8  |
| 21 | Capitoli - 181. Secondo round del combattimento (殴り合い第２ラウンド?, Naguriai dai 2-Raundo) - 182. Parole che suonano vere (おくることば?, Okuru kotoba) - 183. Il giocatore che desideravo (欲しがった男?, Hoshi gatta otoko) - 184. Un sentimento mai provato prima (はじめての感情?, Hajimete no kanjō) - 185. Forza, gambette mie! (頑張れ俺の太腿?, Ganbare ore no futomomo) - 186. I pazzi del volley (バレー馬鹿たち?, Barē baka-tachi) - 187. La luna di mezzogiorno (昼の月?, Hiru no tsuki) - 188. Guerra di strategie (コンセプトの戦い?, Konseputo no tatakai) - 189. Dichiarazione di guerra (2) (宣戦布告・２?, Sensen fukoku 2) - 190. La prossima battaglia (次の戦い?, Tsugi no tatakai) - Extra Crow's Angels (Crow's Angels?)              |                                        |                                         |
| 22 | Terra VS. cielo 「陸VS空」 - Riku VS sora | 4 luglio 2016 ISBN 978-4-08-880744-7   | 20 dicembre 2017 ISBN 978-88-226-0811-6 |
| 22 | Capitoli - 191. Gatti VS. corvi (ネコVSフクロウ?, Neko VS Fukurō) - 192. Motore (エンジン?, Enjin) - 193. Un autoproclomato "asso" ("自称" エース?, "Jishō" Ēsu) - 194. Accerchiati (包囲網?, Hōi-mō) - 195. Terra VS. cielo (陸VS空?, Riku VS sora) - 196. Con le spalle al muro (背水の陣?, Haisui no jin) - 197. Serpenti VS. gatti (蛇VS猫?, Hebi VS neko) - 198. Incomprensione (理不尽?, Rifujin) - 199. Shock (動揺?, Dōyō) - Extra (田中センパイはこんなにカッコイイのになぜモテないのか。?, Tanaka-senpai wa konnani kakkoii noni naze motenai noka?, lett. "Perché Tanaka-senpai è così bello, ma non è ancora popolare tra le ragazze?") - Extra (大地・西谷融合?, Daichi-Nishinoya yūgō, lett. "La fusione di Daichi-Nishinoya")                     |                                        |                                         |
| 23 | La "via" della palla 「ボールの"道"」 - Bōru no "michi" | 4 ottobre 2016 ISBN 978-4-08-880790-4  | 21 febbraio 2018 ISBN 978-88-226-0900-7 |
| 23 | Capitoli - 200. La forza di volontà dei senpai (パイセンの意地?, Paisen no iji) - 201. La battaglia entra nel vivo (ぶっつけ本番?, Buttsuke honban) - 202. L'asso del Nekoma (音駒のエース?, Nekoma no Ēsu) - 203. Creare l'occasione (風をつくる?, Kaze o tsukuru) - 204. Volley a prova di idiota (バカでも解ったバレーボール?, Baka demo wakatta Barēbōru) - 205. La "via" della palla (ボールの"道"?, Bōru no "michi") - 206. Una buona notizia (報告?, Hōkoku) - 207. Preparativi (準備?, Junbi) - Extra (烏野高校排球部のオリエンテーション?, Karasuno kōkō haikyū-bu no Orientēshon, lett. "Orientamento al club di pallavolo del liceo Karasuno") - Extra 2 (烏野高校体育祭?, Karasuno kōkō taiiku-sai, lett. "Festival dello sport del liceo Karasuno") |                                        |                                         |
| 24 | Prima neve 「初雪」 - Hatsuyuki | 2 dicembre 2016 ISBN 978-4-08-880821-5 | 26 aprile 2018 ISBN 978-88-226-0987-8   |
| 24 | Capitoli - 208. Prima neve (初雪?, Hatsuyuki) - 209. Presentazione (自己紹介?, Jiko shōkai) - 210. Ancora lontani dal punto di partenza (スタート地点未到達?, Sutāto chiten mi tōtatsu) - 211. Perso (迷子?, Maigo) - 212. Punti di vista (視点?, Shiten) - 213. Raccattapalle livello 1 (ボール拾いLv.1?, Bōru Hiroi Lv.1) - 214. Mostri (妖怪たち?, Yōkai-tachi) - 215. Suono (音?, Oto) - 216. Perso 2 (迷子・2?, Maigo 2) - Extra Risultati della selezione dei migliori giocatori (ベストメンバー投票結果発表!!?, Besuto Menbā tōhyō kekka happyō!!) |                                        |                                         |
| 25 | Il ritorno 「返還」 - Henkan | 3 marzo 2017 ISBN 978-4-08-881019-5    | 27 giugno 2018 ISBN 978-88-226-1040-9   |
| 25 | Capitoli - 217. Facile come bere un bicchier d'acqua (楽?, Raku) - 218. Fino alla fine (最後まで?, Saigo made) - 219. Fame (空腹?, Kūfuku) - 220. Insieme (合流?, Gōryū) - 221. Di nuovo davanti a un muro (壁、再び?, Kabe, futatabi) - 222. Esaltazione (昂揚?, Kōyō) - 223. Piccante (刺刺?, Togetoge) - 224. Il ritorno (返還?, Henkan) - Extra (沈黙のコート?, Chinmoku no kōto, lett. "La corte silenziosa") |                                        |                                         |
| 26 | Linea di fronte 「戦線」 - Sensen | 2 maggio 2017 ISBN 978-4-08-881071-3   | 29 agosto 2018 ISBN 978-88-226-1123-9   |
| 26 | Capitoli - 225. Maldestro (ぎくしゃく?, Gikushaku) - 226. Sviare (まぎれる?, Magireru) - 227. Challenger (チャレンジャー?, Charenjā) - 228. Cambiamento (変化?, Henka) - 229. La vigilia (前日?, Zenjitsu) - 230. La notte di ognuno di loro (それぞれの夜?, Sorezore no yoru) - 231. L'apertura del sipario e l'incidente (開幕とハプニング?, Kaimaku to Hapuningu) - 232. Linea di fronte (戦線?, Sensen) - 233. Il primo nemico (最初の敵?, Saisho no teki) |                                        |                                         |
| 27 | L'occasione per concretizzare 「繋がれるチャンス」 - Tsunagareru Chansu | 4 agosto 2017 ISBN 978-4-08-881194-9   | 24 ottobre 2018 ISBN 978-88-226-1102-4  |
| 27 | Capitoli - 234. Adjust (アジャスト?, Ajasuto) - 235. Liberazione (解放?, Kaihō) - 236. Adjust 2 (アジャスト・2?, Ajasuto 2) - 237. In piena crescita (成長期?, Seichō-ki) - 238. Attacco e difesa (攻防?, Kōbō) - 239. Alleato (味方?, Mikata) - 240. Battesimo (洗礼?, Senrei) - 241. L'occasione che ci è stata data (託されたチャンス?, Takusareta Chansu) - 242. L'occasione per concretizzare (繋がれるチャンス?, Tsunagareru Chansu) |                                        |                                         |
| 28 | Il secondo giorno 「2日目」 - 2-ka-me | 4 ottobre 2017 ISBN 978-4-08-881213-7  | 27 dicembre 2018 ISBN 978-88-226-1103-1 |
| 28 | Capitoli - 243. A ciascuno il suo primo match (それぞれの初戦?, Sorezore no shosen) - 244. Punto debole numero sei (弱点その6?, Jakuten sono 6) - 245. Vivida impressione (鮮烈?, Senretsu) - 246. Sera (夜?, Yoru) - 247. Il secondo giorno (2日目?, 2-ka-me) - 248. Ineguaglianza (格差?, Kakusa) - 249. Rumore e silenzio (喧噪と静寂?, Kensō to seijaku) - 250. Sfidanti (挑戦者?, Chōsen-sha) - 251. Ritmo (リズム?, Rizumu) - Extra (That's Absurd!? lett. "Questo è assurdo!") |                                        |                                         |
| 29 | Cercare e trovare 「見つける」 - Mitsukeru | 4 dicembre 2017 ISBN 978-4-08-881286-1 | 20 febbraio 2019 ISBN 978-88-226-1296-0 |
| 29 | Capitoli - 252. Sostegno (後ろ盾?, Ushirodate) - 253. Colpo critico (追い打ち?, Oiuchi) - 254. Lo strano, il demone e gli spiriti maligni (変人・妖怪・魑魅魍魎?, Henjin・yōkai・chimimōryō) - 255. Cercare e trovare (見つける?, Mitsukeru) - 256. Chiaro di luna (月夕?, Gesseki) - 257. Giusto (正当?, Seitō) - 258. Esperienza (経験値?, Keiken-chi) - 259. Forza! Forza! (押せ押せドンドン?, Ose ose don don) - 260. Disperazione (必死?, Hisshi) - Extra (烏の家?, Karasu no ie, lett. "La casa del corvo") |                                        |                                         |
| 30 | Cuore infranto 「失恋」 - Shitsuren | 2 febbraio 2018 ISBN 978-4-08-881337-0 | 24 aprile 2019 ISBN 978-88-226-1329-5   |
| 30 | Capitoli - 261. Saltatore (飛び道具?, Tobidōgu) - 262. Bisogna sempre guardare avanti (いつだって前のめり?, Itsu datte maenomeri) - 263. La determinazione di un senpai (2) (パイセンの意地?, Paisen no iji) - 264. Cuore infranto (失恋?, Shitsuren) - 265. Nel frattempo, i gatti addormentati... (一方その頃不活発猫は?, Ippō sonokoro fu kappatsu neko wa) - 266. Gatti VS. scimmie (ネコ VS サル?, Neko VS Saru) - 267. Trappola (罠?, Wana) - 268. Riflessioni sulla forza di volontà di Kenma Kozume (孤爪研磨の根性論?, Kozume Kenma no konjō-ron) - 269. Le bestie (けものたち?, Kemono-tachi) |                                        |                                         |

## Volumi 31-40
| Nº | Titolo italiano Giapponese 「Kanji」 - Rōmaji - Traduzione letterale | Data di prima pubblicazione             | Data di prima pubblicazione             |
| Nº | Titolo italiano Giapponese 「Kanji」 - Rōmaji - Traduzione letterale | Giapponese                              | Italiano                                |
| 31 | - 「ヒーロー」 - Hīrō – "Eroe" | 4 aprile 2018 ISBN 978-4-08-881378-3    | 26 giugno 2019 ISBN 978-88-226-1431-5   |
| 31 | Capitoli - 270. Trio (三重奏?, Sanjūsō) - 271. L'arma principale (主砲?, Shuhō) - 272. Gli sfidanti più forti (最強の挑戦者?, Saikyō no chōsen-sha)) - 273. Il "corso" del match (流れ?, Nagare) - 274. Capo (頭?, Kashira) - 275. Continuità e accumulo (継続と蓄積?, Keizoku to chikuseki) - 276. Preparativi (仕掛ける?, Shikakeru) - 277. La forza del numero (多勢に無勢?, Tazei ni buzei) - 278. L'eroe della difesa (守護神のヒーロー?, Shugoshin no Hīrō) |                                         |                                         |
| 32 | Risalita 「ハーケン」 - Hāken | 4 luglio 2018 ISBN 978-4-08-881511-4    | 28 agosto 2019 ISBN 978-88-226-1492-6   |
| 32 | Capitoli - 279. Amore (愛?, Ai) - 280. Concetto (コンセプト?, Konseputo) - 281. Risalita (ハーケン?, Hāken) - 282. Cibo (メシ?, Meshi) - 283. Credo (信条?, Shinjō) - 284. Connettere (ツナグ?, Tsunagu) - 285. La nascita del re silenzioso (静かなる王の誕生?, Shizukanaru ō no tanjō) - 286. Fiducia (脅迫?, Shinrai) - 287. Anti-miracolo (アンチ奇跡?, Anchi kiseki) |                                         |                                         |
| 33 | Il banchetto dei mostri 「バケモンたちの宴」 - Bakemon-tachi no utage | 3 agosto 2018 ISBN 978-4-08-881538-1    | 23 ottobre 2019 ISBN 978-88-226-1556-5  |
| 33 | Capitoli - 288. Appetito contagioso (空腹の伝染?, Kūfuku no densen) - 289. Facile come bere un bicchier d'acqua (2) (楽·2?, Raku 2) - 290. Il banchetto dei mostri (バケモンたちの宴?, Bakemon-tachi no utage) - 291. Il giorno del cambiamento (変化の日?, Henka no hi) - 292. Una notte passata non torna una seconda volta (いつの夜も二度と無い?, Itsu no yoru mo nidoto naii) - 293. La terra promessa (約束の地?, Yakusoku no ji) - 294. La battaglia all'ultimo rifiuto (ゴミ捨て場の決戦?, Gomi suteba no kessen) - 295. Corvi demoniaci (化け烏?, Bake Karasu) - 296. Progredire in sincronia (同時進行?, Tōji shinkō) - Extra (休突日?, Kyūtotsubi, lett. "Vacanza") - Extra 2 (記念撮影?, Kinen satsuei, lett. "Foto commemorativa") |                                         |                                         |
| 34 | Le unghie dei gatti 「猫の爪」 - Neko no tsume | 4 ottobre 2018 ISBN 978-4-08-881589-3   | 24 dicembre 2019 ISBN 978-88-226-1629-6 |
| 34 | Capitoli - 297. Maestro e discepolo (師弟?, Shitei) - 298. Guida (導?, Shirube) - 299. Ordine e disordine (秩序與無秩序?, Chitsujo ataemu chitsujo) - 300. Emozione (わくわく?, Waku waku) - 301. Poco a poco (じわじわ?, Jiwa jiwa) - 302. Le unghie dei gatti (猫の爪?, Neko no tsume) - 303. Odio (嫌い?, Kirai) - 304. La via per segnare (点のとりかた?, Ten no torikata) - 305. Un passo avanti e due balzi (1步進んで2步ダツシュ?, Ippo susunde niho dasshu) - Special Collaboration Extra Haikyu!! x Let's Haikyu!! (「ハイキュー‼︎」ｘ「れっつ! ハイキュー⁉︎?, Haikyū‼ x Rettsu! Haikyū⁉) |                                         |                                         |
| 35 | Gabbia per uccelli 「鳥籠」 - Torikago | 4 dicembre 2018 ISBN 978-4-08-881647-0  | 26 febbraio 2020 ISBN 978-88-226-1704-0 |
| 35 | Capitoli - 306. Prendere la mira (照準?, Shōjun) - 307. Tenacia (粘り?, Nebari) - 308. Ago e spadone (針と大剣?, Hari to daiken) - 309. Induzione (誘発?, Yūhatsu) - 310. Gabbia per uccelli (鳥籠?, Torikago) - 311. La tristezza della fine (おしまいの悲しみ?, Oshimai no kanashimi) - 312. Prendere la mira (2) (照準2?, Shōjun 2) - 313. "Non mollare mai" è più facile a dirsi che a farsi (「諦めない」って口で言う程簡単な事じゃない?, "Akiramenai" tte kuchide iu hodo kantan'na koto janai) - 314. L'alleato più forte (最強の味方 2?, Saikyō no Mikata 2) - Extra (小学2年生?, Shōgaku ni nensei, lett. "Seconda elementare") |                                         |                                         |
| 36 | - 「おれの勝ち」 - Ore no kachi – "Vinco io" | 4 febbraio 2019 ISBN 978-4-08-881717-0  | 24 giugno 2020 ISBN 978-88-226-1789-7   |
| 36 | Capitoli - 315. Attacco (こうげき?, Kōgeki) - 316. Rivali (2) (ライバル 2?, Raibaru 2) - 317. Aggiornamento (更新?, Appudēto) - 318. Compagno (相棒?, Aibō) - 319. Guardians (ガーディアンス?, Gādiansu) - 320. Maestro e discepolo (2) (師弟2?, Shitei 2) - 321. Scontro tra bestie (禽獣角逐?, Kinjū kakuchiku) - 322. La vittoria è mia (勝ち?, Kachi) |                                         |                                         |
| 37 | La fine della festa 「祭の終わり」 - Matsuri no owari | 4 aprile 2019 ISBN 978-4-08-881793-4    | 26 agosto 2020 ISBN 978-88-226-1895-5   |
| 37 | Capitoli - 323. Last battle (ラストバトル?, Rasuto Batoru) - 324. La fine della festa (祭の終わり?, Matsuri no owari) - 325. La promessa "dell'ultimo rifiuto" (ゴミ捨て場の約束?, Gomisuteba no yakusoku) - 326. Pomeriggio (午後?, Gogo) - 327. Gli insetti della pallavolo (バレーの虫たち?, Barē no mushitachi) - 328. Uno scontro che non può essere perso (負けられない戦い?, Make rarenai tadakai) - 329. I tre migliori assi del Giappone (全国三大エース?, Zenkoku sandai esu) - 330. Il destino di un asso (エースのさだめ?, Ēsu no sadame) - 331. Il risveglio di un asso (エースのめざめ?, Ēsu no mezame) - Extra (カップルたち?, Kappuru-tachi, lett. "Coppie")                                                                    |                                         |                                         |
| 38 | Task Focus 「タスクフォーカス」 - Tasuku Fōkasu | 4 giugno 2019 ISBN 978-4-08-881863-4    | 28 ottobre 2020 ISBN 978-88-226-1977-8  |
| 38 | Capitoli - 332. Star (スター?, Sutā) - 333. Task Focus (タスクフォーカス?, Tasuku Fōkasu) - 334. Distruzione della negatività (ネガティヴ限界突破?, Negativu genkai toppa) - 335. Troppo preso (夢中?, Muchū) - 336. Dove vanno i mostri (バケモノたちの行くところ?, Bakemono-tachi no yuku tokoro) - 337. Il prossimo (次?, Tsugi) - 338. La sfida per diventare il piccolo gigante (小さな巨人決定戦?, Chīsana kyojin kettei-sen) - 339. Riconoscimento (認知?, Ninchi) - 340. Rivalità (メラメラ?, Meramera) |                                         |                                         |
| 39 | Piccolo gigante 「小さな巨人」 - Chīsana kyojin | 4 settembre 2019 ISBN 978-4-08-882053-8 | 23 dicembre 2020 ISBN 978-88-226-2049-1 |
| 39 | Capitoli - 341. Pianta rampicante (蔓?, Kazura) - 342. Razionalità (理性?, Risei) - 343. Piccolo gigante (小さな巨人?, Chīsana kyojin) - 344. Pietra miliare (一里塚?, Ichiridzuka) - 345. Grave offesa (犇犇?, Hishihishi) - 346. Intenti (思惑?, Omowaku) - 347. Spiragli (風穴?, Kazaana) - 348. Strategia che distrugge strategia (攻略の攻略?, Kōryaku no kōryaku) - 349. Volo a bassa quota (低空飛行?, Teikū hikō) - Extra (ベストゲーム人気投票結果発表!!?, Besuto Gēmu ninki tōhyō kekka happyō!!, lett. "Migliori risultati del sondaggio di gioco!") |                                         |                                         |
| 40 | Affermazione 「肯定」 - Kōtei | 1º novembre 2019 ISBN 978-4-08-882104-7 | 24 febbraio 2021 ISBN 978-88-226-2115-3 |
| 40 | Capitoli - 350. Libertà e costrizione (自由と不自由?, Jiyū to fujiyū) - 351. Agile (身軽?, Migaru) - 352. Affermazione (肯定?, Kōtei) - 353. Placido risveglio (静かな覚醒?, Shizukana kakusei) - 354. "Mettercela tutta per il bene dei propri compagni" (仲間のためにがんばろ?, Nakama no tameni ganbaro) - 355. Un'altra sfida (再挑戦?, Sai chōsen) - 356. Forza mentale (思考体力?, Shikō tairyoku) - 357. Guida (2) (導 2?, Shirube 2) - Extra (A Summerime Nap?, lett. "Un pisolino estivo") |                                         |                                         |

## Volumi 41-45
| Nº | Titolo italiano Giapponese 「Kanji」 - Rōmaji | Data di prima pubblicazione            | Data di prima pubblicazione           |
| Nº | Titolo italiano Giapponese 「Kanji」 - Rōmaji | Giapponese                             | Italiano                              |
| 41 | VS. il piccolo gigante 「小さな巨人 Vs」 - Chīsana kyojin Vs. | 4 gennaio 2020 ISBN 978-4-08-882177-1  | 24 marzo 2021 ISBN 978-88-226-2168-9  |
| 41 | Capitoli - 358. Gabbiani (カモメ?, Kamome) - 359. La lancia tra gli scudi, lo scudo tra le lance (盾の中の矛, 矛の中の盾?, Tate no naka no hoko, hoko no naka no tate) - 360. Insegnamento (教え?, Oshie) - 361. La vista dalla cima (2) (頂の景色・2?, Itadaki no keshiki 2) - 362. VS. il piccolo gigante (小さな巨人 Vs.?, Chīsana kyojin Vs.) - 363. Il piccolo gigante VS. l'esca più forte (小さな巨人 Vs. 最強の囮?, Chīsana kyojin Vs. Saikyō no otori) - 364. Se non sono solo... (独りではないのなら?, Hitoride wa nai nonara) - 365. L'inizio e la fine (2) (終わりと始まり・2?, Owari to hajimari 2) - Extra (石川祐希コラボレーション?, Ishikawa Yūki Koraborēshon, lett. "Collaborazione con Yūki Ishikawa") |                                        |                                       |
| 42 | Ciò che diverrete 「なにもの」 - Nanimono | 4 marzo 2020 ISBN 978-4-08-882228-0    | 21 aprile 2021 ISBN 978-88-226-2225-9 |
| 42 | Capitoli - 366. Sguardo fisso (みつめる?, Mitsumeru) - 367. La nostra primavera sta per giungere al termine (俺たちの春が終わる?, Ore-tachi no haru ga owaru) - 368. Ciò che diverrete (なにもの?, Nanimono) - 369. Cibo e muscoli (飯と筋肉?, Meshi to kinniku) - 370. Sfidanti (2) (挑戦者?, Chōsen-sha) - 371. Dall'altro capo del mondo (地球の裏側で?, Chikyū no uragawa de) - 372. Un alto sfidante (もう１人の挑戦者?, Mou hitori no chōsen-sha) - 373. Obiettivo originario (宣戦布告・２?, Sensen fukoku 2) - 374. Dichiarazione di guerra (3) (初志?, Shoshi) |                                        |                                       |
| 43 | Boss finale 「ラスボス」 - Rasubosu | 13 maggio 2020 ISBN 978-4-08-882283-9  | 26 maggio 2021 ISBN 978-88-226-2308-9 |
| 43 | Capitoli - 375. Tirare a lucido (磨く?, Migaku) - 376. Beach volley (ビーチバレーボール?, Bīchibarē Bōru) - 377. Ritorno a casa! (帰国!?, Kikoku!) - 378. Boss finale (ラスボス?, Rasu Bosu) - 379. La grande guerra tra mostri (妖怪大戦争?, Yōkai daisensō) - 380. Saluti (2) (ごあいさつ ２?, Go aisatsu 2) - 381. Amici e nemici, tutti sulla stessa barca (呉越同舟?, Goetsudōshū) - 382. La marcia infernale dei mostri (百鬼夜行?, Hyakki yagyō) - 383. Superstar (スーパースター?, Sūpāsutā) - 384. L'esca più forte (2) (最強の囮 ２?, Saikyō no otori 2) - Extra (?) |                                        |                                       |
| 44 | L'avversario più forte 「最強の敵」 - Saikyō no teki | 4 agosto 2020 ISBN 978-4-08-882348-5   | 23 giugno 2021 ISBN 978-88-226-2322-5 |
| 44 | Capitoli - 385. "Esaltato e irritato al tempo stesso" (テンションが上がると同時に悔しさも感かんじます?, Tenshon ga agaru to dōjini kuyashisa mo kanjimasu) - 386. Libertà (自由?, Jiyū) - 387. L'avversario più forte (最強の敵?, Saikyō no teki) - 388. L'avversario più forte (2) (最強の敵・２?, Saikyō no teki 2) - 389. Il re del campo (2) (コート上の王様 ・２?, Kōto-jō no ōsama 2) - 390. Lo sfidante più forte (2) (最強の挑戦者・２?, Saikyō no chōsen-sha 2) - 391. Non abbiamo bisogno di ricordi (思い出なんか?, Omoide nanka) - 392. Solo una star (ただのスター?, Tada no Sutā) - 393. Il primo da sconfiggere (一番乗りの男?, Ichiban nori no otoko)                                                      |                                        |                                       |
| 45 | Sfidanti 「挑戦者たち」 - Chōsensha-tachi | 4 novembre 2020 ISBN 978-4-08-882471-0 | 21 luglio 2021 ISBN 978-88-226-2397-3 |
| 45 | Capitoli - 394. I fortunati (幸運な我ら?, Kōun na warera) - 395. I fortunati (2) (幸運な我ら・２?, Kōun na warera 2) - 396. Fame (2) (空腹・２?, Kūfuku 2) - 397. Continua dall'ultimo salvataggio (▷ つづきからはじめる?, ▷ tsudzuki kara hajimeru) - 398. Se vuoi raggiungere la cima, comincia a salire dal basso (遠きに行くは必ず邇きよりす?, Tōki ni iku wa kanarazu chikaki yorisu) - 399. Personificazione (化身?, Keshin) - 400. La grande guerra tra mostri (2) (妖怪大戦争・２?, Yōkai daisensō 2) - 401. Promessa (約束?, Yakusoku) - 402. Sfidanti (挑戦者たち?, Chōsensha-tachi) |                                        |                                       |